# Intendente de la provincia de Talca
El Intendente de la Provincia de Talca fue la autoridad principal del gobierno de la Provincia de Talca, y era el representante directo del Presidente de la República. Por el proceso de regionalización las provincias fueron fusionadas en la región del Maule, actualmente gobernada por una Gobernadora regional y un Delegado Presidencial.

## Intendentes
Algunos de los Intendentes de la Provincia de Talca fueron:
| Intendentes                        | Presidente                   |
| ---------------------------------- | ---------------------------- |
| Carlos Antúnez González            | Domingo Santa María González |
| Eulogio Allendes Álvarez de Toledo | Domingo Santa María González |
| Anfión Muñoz                       | Domingo Santa María González |
| José Bonifacio Vergara Correa      | Sin información              |
| Juan Esteban Rodríguez Segura      | Manuel Montt                 |
| Juan Esteban Rodríguez Segura      | José Joaquín Pérez           |
| Domingo Antonio Durán Morales      | Arturo Alessandri            |
| Juan Lacassie                      | Carlos Ibáñez del Campo      |
| Francisco Reyes Álvarez            | Sin información              |
| German Castro                      | Salvador Allende             |